# کوسانو موتری
کوسانو موتری (به ایتالیایی: Cusano Mutri) یک کومونه در ایتالیا است که در استان بنونتو واقع شده‌است.

## خصوصیات
کوسانو موتری ۵۸٫۸ کیلومترمربع مساحت و ۴٬۱۳۲ نفر جمعیت دارد و ۴۵۰ متر بالاتر از سطح دریا واقع شده‌است.